# À
À (gemenform: à) är ett A med en grav accent över. Bokstaven finns i franska, italienska, katalanska, skotsk gaeliska, occitanska, portugisiska och rätoromanska. 
I svenskan används "à" som preposition i betydelsen: 
- "till ett styckpris av": Tre dagens à 70 kr (Tre dagens för 70 kr per styck).[1]
- mellan två tal "till":  För 3 à 4 år sedan. (För 3 till 4 år sedan).[1]